# Lift London
Lift London es un estudio de desarrollo de software británico ubicado en Londres, Inglaterra, Reino Unido, el estudio anteriormente pertenecía como una subsidiaria de Xbox Game Studios, siendo la primera desarrolladora en ser creada en Europa por la corporación Microsoft. El estudio fue establecido en agosto de 2012 por Mike Rouse, Lee Schuneman, Mark Stanley y Jonathan Venables y se abrió oficialmente sus puertas el 5 de noviembre de 2012 con 8 miembros del personal. En enero de 2013 Lift London fue anunciado oficialmente por Phil Harrison y Lee Schuneman el segundo reconocido por ser un extrabajador de Rare. El estudio tendría con el propósito de desarrollar juegos para las videoconsolas Xbox y en los móviles.
Durante el anuncio oficial de Lift London, Lee Schuneman describió el deseo del estudio de ser una incubadora para desarrolladores independientes y anunció que se había asociado con Dlala Studios para crear una nueva IP. Lift London es parte de los pioneros de Londres y es el primer estudio de juegos que adopta el nuevo dominio de la ciudad de Londres. El logotipo de Lift London utiliza un ambigrama en su diseño. En 2018, antes de lanzar cualquier juego, Lift London salió de la industria de los juegos, cerrando sus canales de redes sociales.
El 3 de enero de 2019 surgieron rumores del estudio de un posible cierre por parte de Microsoft tras los hechos acontecidos de los cierres de sus redes sociales, esto provocó que el gerente principal Danielle Schmitt saliera a la luz instantáneamente explicando el motivo por la cual decidieron cerrar sus redes sociales, afirmando que el estudio tuvo una estructuración radical y cambios administrativos, dichos cambios provocó que el estudio ya no se centraría en el desarrollador de videojuegos, si no como una empresa de apoyo en el desarrollo de software de programas y herramientas para el sistema operativo Windows supervisado por otra división de Microsoft, Windows y dispositivos. Desprendiéndose por completo de la división de videojuegos Xbox y Microsoft Studios. Otra de las razones de su estructuración fue por la fusión con Soho Productions provocando numerosos despidos.
Actualmente el estudio se dedica a dar mantenimiento y actualizaciones a Paint 3D una aplicación que desarrollaron en 2017 para el sistema operativo Windows 10, además de tener el compromiso de desarrollar nuevas aplicaciones y herramientas para los próximos sistemas operativos de Microsoft.